# Les Frères Pétard
Pour plus de détails, voir Fiche technique et Distribution.
Les Frères Pétard est un film français d'Hervé Palud sorti en 1986.

## Synopsis
Paris, 1991. Momo (Jacques Villeret) est un chômeur perpétuel, maladroit et fainéant. Un jour, son père (Michel Galabru), policier, excédé, le met à la rue séance tenante. Aussitôt, il rejoint son ami Manu (Gérard Lanvin), qui travaille dans une cafétéria, mais vit aussi dans une grande précarité : il loge même sur son lieu de travail. 
Momo a toutefois une idée : il se rappelle que son pote africain Sammy (Thomas M. Pollard), qui vit dans les boîtes de nuit underground, lui avait fait des propositions pour gagner de l'argent facilement. Les deux amis trouvent Sammy, qui les charge tout de suite d'une mission qui serait bien payée : ils doivent ramener d'Amsterdam des statuettes africaines. 
Dans le train du retour, un petit trafiquant (Smaïn) leur fait comprendre que les statuettes sont en fait remplies de marijuana. Mais, par chance, ils arrivent à passer la douane sans encombre. Furieux, ils sont attendus par Sammy, mais celui-ci ne s'émeut en aucune manière. Surtout, il ne les paye pas en liquide, mais en marijuana ! 
Voilà les deux amis forcés à devenir dealers de cannabis. Mais le métier ne s'improvise pas si facilement, et de nombreuses mésaventures sont au rendez-vous.

## Fiche technique
- Réalisation : Hervé Palud, assisté d'Alain Nauroy
- Scénario : Jean-Marie Pallardy, Hervé Palud
- Photographie : Jean-Jacques Tarbès
- Musique : Jacques Delaporte et Jesse Garon
- Son : Jean-Charles Ruault
- Décors : Ivan Maussion
- Montage : Roland Beaubaut
- Date de sortie : France : 15 octobre 1986
- Durée : 90 minutes
- Genre : comédie policière

## Distribution
- Gérard Lanvin : Manu
- Jacques Villeret : Momo
- Josiane Balasko : Aline
- Valérie Mairesse : Brigitte (Bribri)
- Daniel Russo : Harky
- Thomas M. Pollard : Sammy Le Black
- Patrice Valota : Teuch
- Alain Pacadis : la balance
- Cheik Doukouré : Razzo
- Philippe Khorsand : un policier
- Dominique Lavanant : la policière
- Michel Galabru : monsieur Jabert, le père de Momo
- Raymond Aquilon : un policier
- Jean-Paul Bonnaire : un policier
- Albert Dray : un policier
- Michel Bonnet : le vigile
- René Duclos : Nanard
- Norbert Letheule : Aldo
- Smaïn : un petit trafiquant dans le train
- Tina Aumont : la fêtarde déguisée
- Mark Bellay
- Philippe Bellay
- Jean-Louis Calvet
- Wally Chetout
- Guy Cuevas : l'égyptien
- Wally Chetout
- Michel B. Dupérial
- José Egouy
- Roland Fortin
- Yves Gabrielli
- Laurent Gendron
- Didier Jallier
- Carole Fredericks : La chanteuse (sous le nom de Lady Carol Miles)
- Claude Lurmin
- Jean-Michel Martial
- Tchee (sous le nom de Chee Meaz)
- Myriam Moszko
- Papinou
- Michel Pouillart
- Rocky
- Thierry Roland : Le commentateur du match de foot (voix)

## Autour du film
- Les Frères Pétard contient de nombreuses répliques en verlan
- Le film débute par l'incipit : « Si on ne peut plus rire des trucs sérieux, de quoi va-t-on rire ? » Coluche
- De nombreuses figures du milieu de la nuit parisienne apparaissent tout au long du film : Alain Pacadis, Tina Aumont, Guy Cuevas, Phiphi (videur de l'émission Sex Machine) et un groupe de rock de l'époque, les Macadam Cowboys. Les fresques étaient peintes par le groupe Banlieue-Banlieue.

- Le père de Momo, policier, joué par Michel Galabru, se nomme « Monsieur Javert », allusion au policier des Misérables, rendu très populaire dans les mêmes années, à la suite de la sortie de l'adaptation au cinéma par Robert Hossein en 1982.

- C'est en 2014, soit près de 30 ans après la sortie du film, qu'un vol de 50 kg de cocaïne aura lieu dans les scellés du 36 quai des orfèvres[2], faisant penser à celui du scénario de par l'endroit et l'ampleur.

Le film a été tourné à Paris et dans les studios de Boulogne-Billancourt, 2 rue de Silly.

## Films apparentés
Faut trouver le joint (Up In Smoke) de Tommy Chong est un film américain, qui traite le sujet des drogues douces avec un humour similaire.

## Article annexe
- Psychotrope au cinéma et à la télévision